# Université nouvelle de Lisbonne
 (février 2019).
Si vous disposez d'ouvrages ou d'articles de référence ou si vous connaissez des sites web de qualité traitant du thème abordé ici, merci de compléter l'article en donnant les références utiles à sa vérifiabilité et en les liant à la section « Notes et références ».
L'université nouvelle de Lisbonne (NOVA), en portugais Universidade Nova de Lisboa, est une université publique portugaise fondée le 11 août 1973 à Lisbonne.
L'institution compte plus de 20 000 étudiants, 1 800 professeurs et membres du personnel répartis dans cinq facultés, trois instituts et une école, offrant une gamme de cours dans plusieurs domaines de connaissances.

## Historique

### Antécédents historiques
La Nova a repris les lieux et les bâtiments du Collège de Campolide (Colégio de Campolide) qui était un établissement d'enseignement administré par les prêtres de la Compagnie de Jésus qui a fonctionné entre 1858 et 1910 dans le quartier de Campolide à Lisbonne.

### Fondation
L'université a été créée par le décret-loi no 402/73, du 11 août 1973, dans le cadre d'un projet d'expansion de l'enseignement supérieur développé par José Veiga Simão, ministre de l'Éducation nationale du dernier gouvernement de l'Estado Novo. Elle a été créée pour répondre à la demande croissante d’enseignement supérieur au Portugal.
Au cours de ses premières années, l'université offrait principalement des programmes de Premier cycle universitaire et de spécialisation, mais depuis 1977, elle a développé son offre d'études.
Initialement intégrées par la faculté des sciences et technologies, la faculté des sciences sociales et humaines et la faculté d'économie, de nouvelles unités organiques ont progressivement été créées ou incorporées : 
- Faculté des sciences médicales en 1977[6]
- Institut d'hygiène et de médecine tropicale en 1980[7]
- Institut supérieur de statistiques et de gestion d'informations en 1989[8]
- Institut de technologie chimique et biologique António Xavier en 1993[9]
- École nationale de santé publique en 1994[10]
- Faculté de droit en 1996[11]

## Organisation
Nova est une université décentralisée, ce qui signifie que ses facultés, instituts et école jouissent d'un degré élevé d'autonomie.
- Facultés
  - Faculté de sciences et technologies
  - Faculté de sciences sociales et humaines
  - Faculté de sciences médicales (Nova Medical School)
  - Faculté de droit
  - Faculté d'économie (Nova School of Business and Economics)
- Instituts
  - Institut d'hygiène et de médecine tropicale
  - Institut de technologie chimique et biologique António Xavier
  - Institut supérieur de statistiques et gestion d'informations (Nova Information Management School)
- École
  - École nationale de santé publique

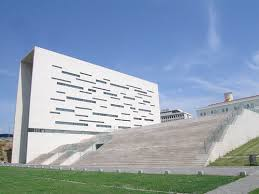
Rectorat.
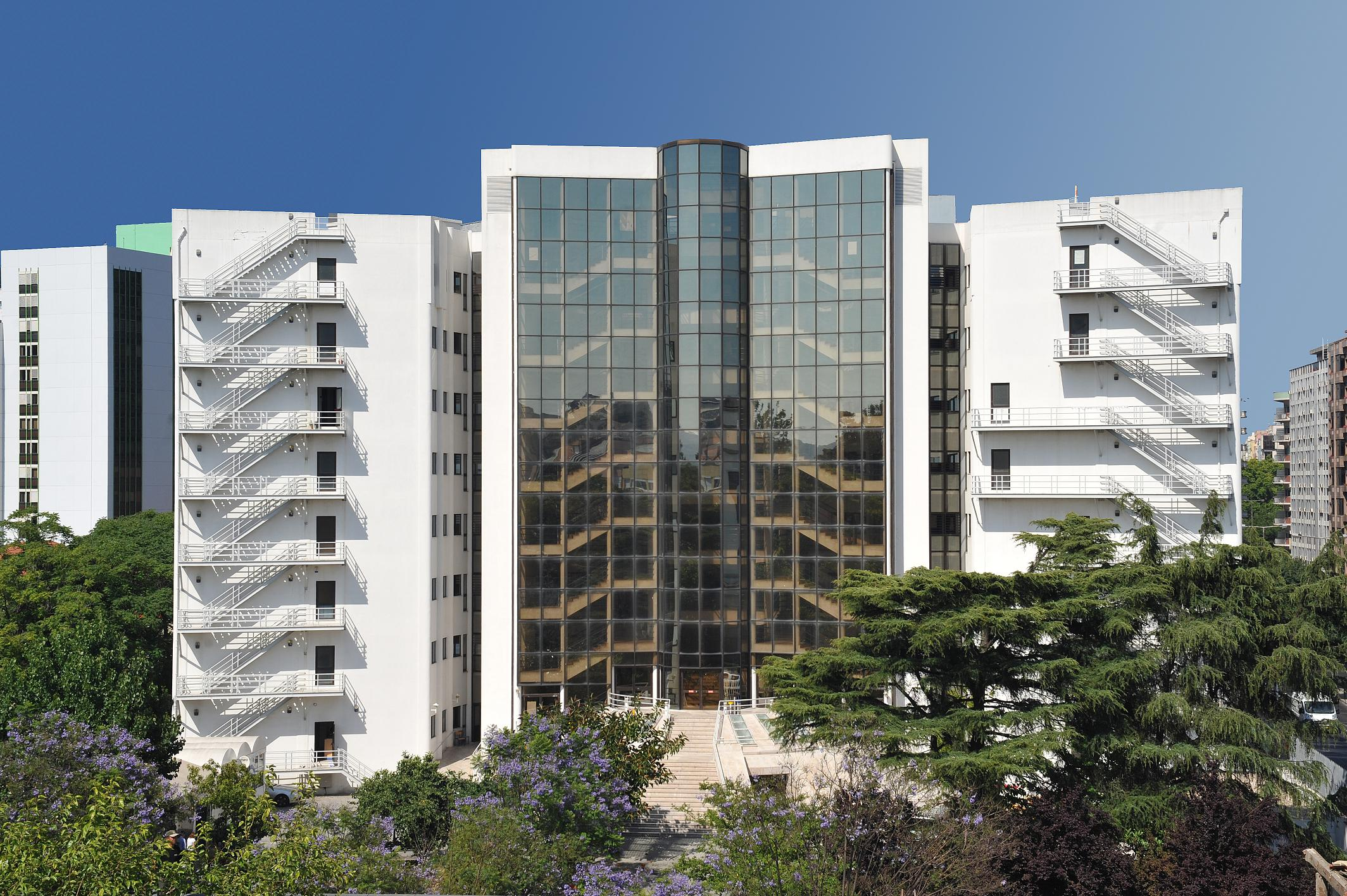
Faculté des sciences sociales et humaines.
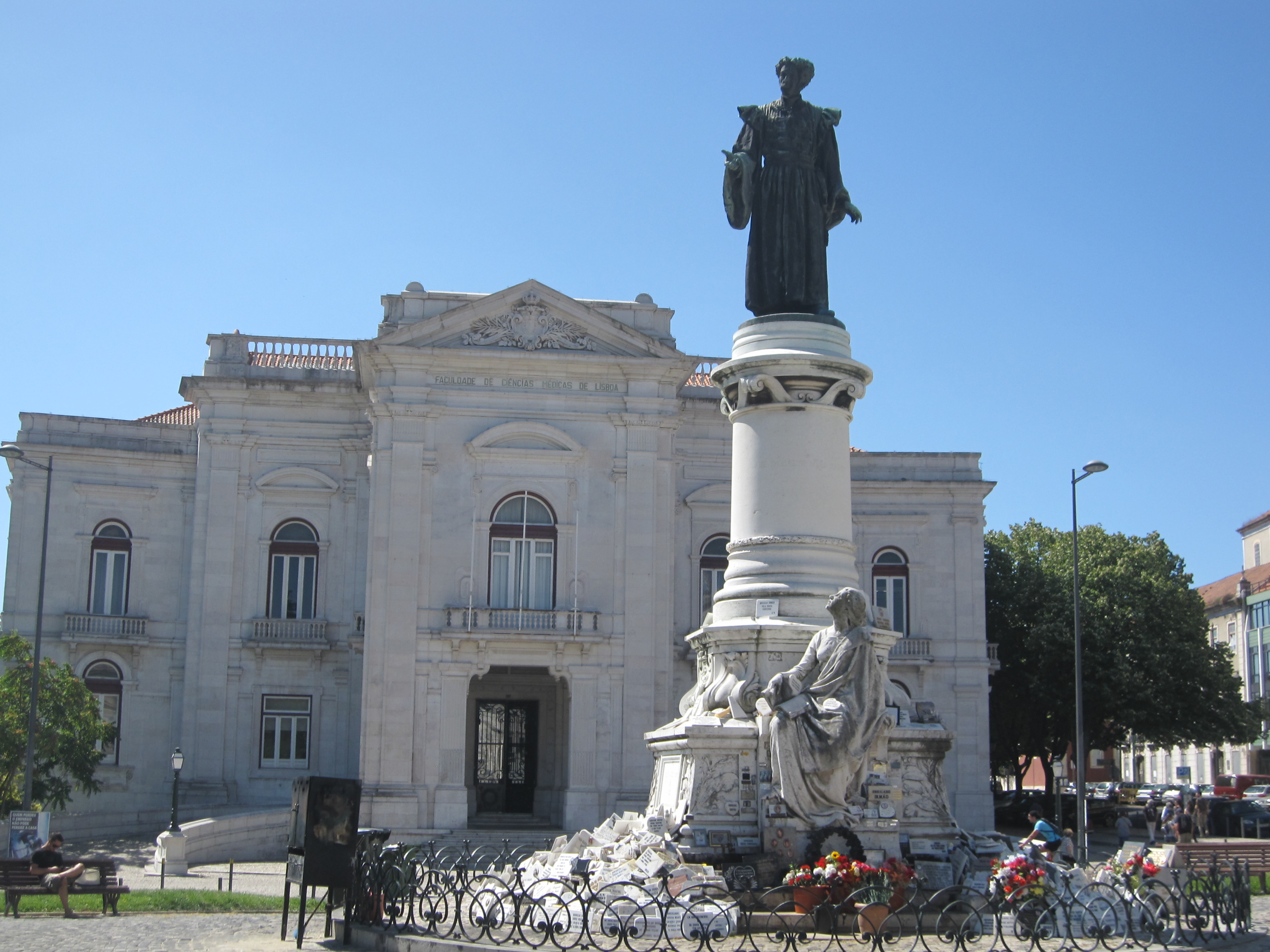
Faculté des sciences médicales.
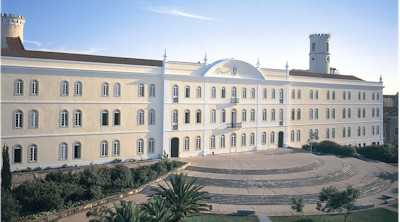
Institut supérieur de statistiques et gestion d'informations.

## Liste des recteurs
La liste suivante présente les recteurs de l'université :
- 1973-1975 : João José Fraústo da Silva
- 1975-1977 : Manuel Laranjeira
- 1977-1982 : Alfredo de Sousa
- 1982-1991 : José António Esperança Pina
- 1991-1995 : Manuel Pinto Barbosa
- 1995-2003 : Luís Sousa Lobo
- 2003-2007 : Leopoldo Guimarães
- 2007-2017 : António Rendas
- Depuis 2017 : João Sàágua

## Nova School of Business and Economics (Nova SBE)
The Lisbon MBA est en partenariat avec l'Université catholique portugaise et la Sloan School of Management, et est considéré comme le meilleur MBA du pays d'après les classements du Financial Times et The Economist.
En 2020, la Nova School of Business and Economics est classée à la 26e place parmi les meilleures écoles de commerce d'Europe, toujours selon le classement du Financial Times. De plus, elle détient la triple accréditation, à savoir les mentions AMBA, EQUIS et AACSB (en). Seules 100 écoles de commerce dans le monde la détiennent.
Nova SBE a obtenu les 5 palmes du classement Eduniversal pour les meilleures écoles de commerce, seules 39 autres universités les possèdent en Europe.

## Personnalités liées à l'université

### Étudiants
- Luís Mira Amaral (1945- ), ministre portugais.
- Nuno Severiano Teixeira (1957- ), universitaire et ministre portugais.
- Odete Semedo (1959- ), femme de lettres et enseignante de Guinée-Bissau
- Manuel João Ramos (1960- ), anthropologue portugais, artiste et militant pour les droits civils
- Diara Rocha (1970- ), biologiste capverdienne.
- Susana Nobre (1974- ), actrice, scénariste, réalisatrice, productrice portugaise.

## Classements
En 2019, l'université se classe à la 35e place parmi les meilleures universités d'enseignement en Europe selon le Times Higher Education World University Rankings.
En 2021, elle est la troisième meilleure université portugaise selon le QS World University Rankings. D'après le même classement, elle est aussi classée 8e parmi les universités européennes créées il y a moins de 50 ans et 13e parmi les jeunes universités européennes répertoriées dans le QS Graduate Employability Ranking 2020.